# Igor Andrejev
Igor Valerievič Andrejev (rus. И́горь Вале́рьевич Андре́ев) (Moskva, Rusija, 14. srpnja 1983.) je umirovljeni ruski tenisač. U svojoj teniskoj karijeri osvojio je tri turnira u singlu i jedan u igri parova dok mu je najbolji renking bilo 18. mjesto tijekom studenog 2008. Također, kao član ruske Davis Cup reprezentacije, osvojio je ovaj turnir 2006. Iako nije sudjelovao na samom finalu u domovini, bio je važna karika u prvom kolu igranom u Amsterdamu protiv Nizozemske.
2008. proglašen je ruskim tenisačem godine.

## Teniska karijera
Andrejev je profesionalnu tenisku karijeru započeo 2002. godine dok je na ATP-u debitirao tijekom rujna 2003. kada je na turniru u Bukureštu kao kvalifikant pobijedio sunarodnjaka Nikolaja Davidenka sa 7–5, 6–7, 6–0 tijekom prvog kola. Istog mjeseca tenisač na Kremljin kupu u Moskvi pobjeđuje prvog nositelja Sjenga Schalkena te stiže do četvrtfinala natjecanja.
Sljedeće godine (2004.) Andrejev stiže do dva ATP finala te ulazi u Top 50 ATP liste. Također, te godine je debitirao na Davis Cupu te Grand Slam turnirima odnosno Australian Openu, Roland Garrosu, Wimbledonu i US Openu. Na Olimpijskim igrama u Ateni stigao je do trećeg mjesta gdje je izgubio od kasnijeg olimpijskog pobjednika, Čileanca Nicolása Massúa. Isto tako, Andrejev zajedno s Davidenkom osvaja moskovski Kremljin kup u igri parova.
Sama 2005. bila je najuspješnija u Andrejevljevoj teniskoj karijeri. Tada je osvojio tri ATP turnira (Valencia, Palermo i Moskva) te je stigao do dva finala (jedno u singlu a drugo u parovima).
Kao član ruske Davis Cup reprezentacije, tenisač je sudjelovao u prvom kolu turnira koje je igrano na gostovanju u Nizozemskoj. Ondje je s Mihailom Južnjim pobijedio u igri parova a nakon toga pobjeđuje Galunga. U konačnici, Rusija je trijumfirala s glatkih 5:0 te se plasirala u četvrtfinale protiv Francuske. Sam Andrejev nije nastupao u nastavku ovog natjecanja kojeg je u konačnici osvojila Rusija pobijedivši kod kuće Argentinu s 3:2.
Na Grand Slam turnirima, Andrejev je najveći uspjeh ostvario 2007. na Roland Garrosu gdje je stigao do četvrtfinala ovog pariškog turnira. Ondje pobjeđuje bivšeg prvog reketa svijeta Andyja Roddicka te olimpijskog pobjednika Massúa. U trećem kolu pada i francuski predstavnik Mathieu a u četvrtom Cipranin Marcos Baghdatis koji je godinu ranije igrao finale Australian Opena. Nakon toga uslijedilo je četvrtfinale gdje se prejakim pokazao Novak Đoković.
13. srpnja 2008. izgubio je u finalu švicarskog Gstaada protiv Victora Hănescua kojem je to bio prvi osvojeni turnir. Također, time je postao i prvi Rumunj koji je osvojio Gstaad nakon Nastasea i njegovog trijumfa 1973. U finalu je relativno lako došao do pobjede rezultatom 6–3, 6–4 a puno mu je pomoglo što je Andrejev morao igrati i svoje odgođeno polufinale koje je trajalo satima.
Nakon tjedan dana tenisač je u Umagu stigao do novog finala gdje ga je čekao Verdasco. Ondje je Verdasco postao pobjednik 19. izdanja umaškog turnira te četvrti Španjolac koji je osvojio Umag (nakon Alberta Berasateguia, Carlosa Moye i Felixa Mantille). Bilo je to najneizvjesnije finale u povijesti Umaga u kome se 30. tenisač svijeta Igor Andrejev činio pobjednikom sve do 4:4 u drugom setu. Andrejevu je kao finalistu isplaćeno 28.750 eura.
Iste godine tenisač je stigao do 18. mjesta na ATP listi što mu je najbolji rang karijere.
2010. obilježile su ozljede dok se Igor od tenisa povukao 2013. godine.

## Privatni život
Igor Andrejev je navijač moskovskih nogometnih momčadi FK Moskva i Dinamo Moskva te ruske reprezentacije.
Nekoliko godina bio je u vezi s tenisačicom Marijom Kiriljenko prije nego što se par razdvojio 2011. godine.
Tijekom teniske karijere sponzorirali su ga Sergio Tacchini (odjeća) i Babolat (obuća i reketi).

## ATP finala

### Pojedinačno (3:6)
| Ishod   | Datum               | Turnir               | Podloga         | Protivnik         | Rezultat           |
| ------- | ------------------- | -------------------- | --------------- | ----------------- | ------------------ |
| Poraz   | 12. srpnja 2004.    | Gstaad, Švicarska    | zemlja          | Roger Federer     | 2–6, 3–6, 7–5, 3–6 |
| Poraz   | 19. rujna 2004.     | Bukurešt, Rumunjska  | zemlja          | José Acasuso      | 3–6, 0–6           |
| Pobjeda | 4. travnja 2005.    | Valencia, Španjolska | zemlja          | David Ferrer      | 6–3, 5–7, 6–3      |
| Pobjeda | 26. rujna 2005.     | Palermo, Italija     | zemlja          | Filippo Volandri  | 0–6, 6–1, 6–3      |
| Poraz   | 18. rujna 2005.     | Bukurešt, Rumunjska  | zemlja          | Florent Serra     | 4–6, 3–6           |
| Pobjeda | 10. listopada 2005. | Moskva, Rusija       | tepih (dvorana) | Nicolas Kiefer    | 5–7, 7–6(7–3), 6–2 |
| Poraz   | 16. siječnja 2006.  | Sydney, Australija   | beton           | James Blake       | 2–6, 6–3, 6–7(3–7) |
| Poraz   | 13. srpnja 2008.    | Gstaad, Švicarska    | zemlja          | Victor Hănescu    | 3–6, 4–6           |
| Poraz   | 20. srpnja 2008.    | Umag, Hrvatska       | zemlja          | Fernando Verdasco | 6–3, 4–6, 6–7(4–7) |

### Parovi (1:1)
| Ishod   | Datum               | Turnir         | Podloga         | Partner           | ProtivniCI                     | Rezultat      |
| ------- | ------------------- | -------------- | --------------- | ----------------- | ------------------------------ | ------------- |
| Pobjeda | 18. listopada 2004. | Moskva, Rusija | tepih (dvorana) | Nikolaj Davidenko | Mahesh Bhupathi Jonas Björkman | 3–6, 6–3, 6–4 |
| Poraz   | 17. listopada 2005. | Moskva, Rusija | tepih (dvorana) | Nikolaj Davidenko | Max Mirnji Mihail Južnji       | 1–6, 1–6      |

## Vanjske poveznice
- Profil tenisača na ATP World Tour.com
- Andrejev na Davis Cup.com